# Serra de Puigdomènec

La Serra de Puigdomènec, respecte del terme de Granera

La Serra de Puigdomènec és una serra del terme municipal de Granera, a la comarca del Moianès.
Està situada a la zona sud-oriental del terme, ja a prop del termenal amb Castellterçol. Està emmarcada a ponent pel torrent de Salvatges i a llevant pel Sot de Puigdomènec. A l'extrem sud-est s'uneix amb el Serrat del Calbó i amb el contrafort nord-occidental del Serrat de les Pedres, que va cap al límit amb el terme de Gallifa.
Cap a la part mitjana de la serra es troba la masia de Puigdomènec, i la de Salvatges queda a prop de l'extrem sud-est d'aquesta serra. El Camí de Puigdomènec discorre tot al llarg d'aquesta serra, sobretot per la carena i el seu vessant meridional.